# Брайнигерберг
Бра́йнигерберг (нем. Breinigerberg) — одна из 17 муниципальных единиц Штольберга, район Ахен, земля Северный Рейн-Вестфалия. Население — 971 человек по состоянию на 31 декабря 2005.
Вокруг Брайнигерберга расположены несколько заповедников, в том числе часть природного парка «Северный Айфель» (нем. Nordeifel), а также резерват «Змеиная гора» (нем. Schlangenberg).